# Tấn công trường học Peshawar 2014
Tấn công trường học Peshawar 2014 là một vụ tấn công khủng bố nhằm vào Trường Quân sự Công lập Peshawar ở thành phố Peshawar, Pakistan vào ngày 16 tháng 12 năm 2014 do bảy tay súng có liên quan đến tổ chức Tehrik-i-Taliban Pakistan (TTP) thực hiện. Chúng đột nhập vào trường và xả súng vào nhân viên của trường và các trẻ em.  Vụ tấn công khiến 141 người thiệt mạng, trong đó có 132 học sinh trong độ tuổi từ 8 đến 18, 9 người còn lại là các nhân viên nhà trường. Một chiến dịch giải cứu dài tám tiếng đã được lực lượng đặc biệt của Nhóm Phục vụ đặc biệt (SSG) của quân đội Pakistan, chiến dịch này đã tiêu diệt toàn bộ bảy tay súng và giải cứu 960 người. Phát ngôn viên quân đội, Tướng Asim Bajwa phát biểu trong một cuộc họp báo với báo giới là ít nhất 130 người đã bị thương trong vụ tấn công.
Đây là vụ tấn công khủng bố đẫm máu nhất từng xảy ra ở Pakistan, vượt trên cả vụ đánh bom Karachi 2007. Theo nhiều cơ quan thông tấn và các nhà bình luận, bản chất và kế hoạch của cuộc tấn công này rất giống với vụ khủng hoảng con tin trường Beslan xảy ra ở vùng Bắc Ossetia–Alania của Nga năm 2004.